# Wendsee

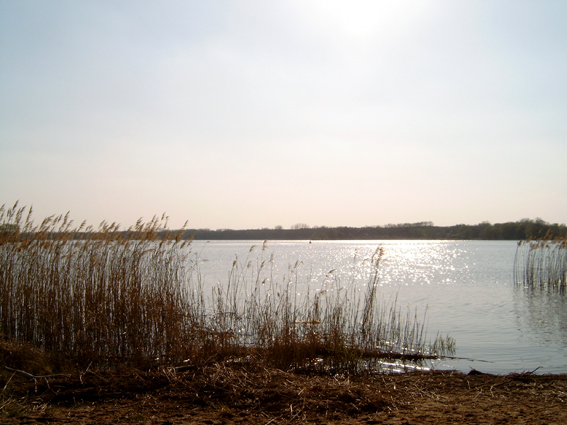
Der Wendsee

Der Wendsee befindet sich westlich des Havelknies, in welchem der märkische Hauptfluss, die Havel, aus dem Plauer See kommend nach Norden abknickt. 
Der See bedeckt eine Fläche von rund 80 Hektar und hat eine maximale Wassertiefe von 4,9 Metern.

## Name

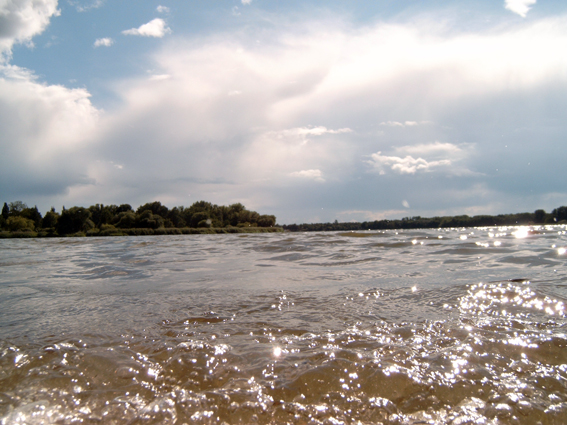
„Murmelnder“ Wendsee (siehe Abschnitt Name)

Der Name „Wendsee“ lässt sich auf die deutsche Bezeichnung für die ortsansässige slawische Bevölkerung zurückführen, die von den deutschen Kolonisten seit der Ostexpansion unter dem Sammelbegriff „Wenden“ zusammengefasst wurde.
Der alte, ursprüngliche Name des Sees lautete Kiausee. So wird er in einer Urkunde aus dem Jahre 1294 Coione genannt. Noch 1692 wird die entsprechende Gewässerflur mit dem Namen Kiegaue angesprochen. Das Wort Kiau wird dem altpolabischen Worte *kujava zugeordnet, das noch heute in ukrainischen und polnischen Gewässerbezeichnungen vorkommt und mit „brummen, murmeln“ übersetzt wird. In dem an das nördliche Ufer des Wendsees angrenzenden Brandenburger Ortsteil Plaue erinnert noch heute die Kiaustraße an den alten Namen des Sees.

## Unterscheidung
Der Wendsee gliedert sich in den Großen Wendsee und den Kleinen Wendsee. Letzterer schließt sich im Süden an den Großen Wendsee an und geht unter der Eisenbahnbrücke der Eisenbahnlinie Berlin – Magdeburg in die „Fahrt“ über, die den Wendsee mit dem Wusterwitzer See verbindet.

## Funktion
Der Große Wendsee trennt die Ortsteile der Stadt Brandenburg an der Havel Plaue und Kirchmöser West. Er ist Bestandteil der Bundeswasserstraße Elbe-Havel-Kanal mit der Wasserstraßenklasse IV. Der Kleine Wendsee ist Bestandteil der sog. sonstigen Binnenwasserstraße des Bundes Kleiner Wendsee-Wusterwitzer See. Zuständig ist das Wasserstraßen- und Schifffahrtsamt Spree-Havel.

## Ökologische Situation
Durch missbräuchliche Nutzung seitens deutscher und sowjetischer Militärs während des 20. Jahrhunderts wurde das Gewässer ökologisch schwer geschädigt. Auf seinem Grunde liegt noch immer eine kontaminierte und ölige Schlammschicht. Dessen ungeachtet ist das Baden im Wendsee unbedenklich.

## Verbindungen
- Im Osten besteht ein etwa 140 Meter breiter Durchlass zum Plauer See, der von der Seegartenbrücke zwischen Plaue und Kirchmöser überspannt wird. Hier endet der Elbe-Havel-Kanal.
- Der Woltersdorfer Altkanal, eine Reststrecke des Plauer Kanals aus dem 18. Jahrhundert, mündet in der nordwestlichen Ecke des Großen Wendsees ein.
- Der neue Elbe-Havel-Kanal verlässt den See an seiner südwestlichen Ecke.
- „Die Fahrt“ verbindet den Kleinen Wendsee nach Süden mit dem (Großen) Wusterwitzer See.